# Брацлавський повіт
Брацлавський повіт — історична адміністративно-територіальна одиниця Подільської губернії Російської імперії. Повітовий центр — місто Брацлав.

## Історія
З 1569 року — Брацлавський повіт Брацлавського воєводства в Речі Посполитій.
1793-1796 роки — Брацлавське намісництво.
23 грудня 1796  —  в складів складі Подільської губернії. 
До складу губернії передано частини скасованих Брацлавського та Вознесенського намісництв.

## Волості
Повіт поділявся на 12 волостей:
- Журавлівська,
- Клебанська,
- Лучанська,
- Грабовська,
- Немирівська,
- Ободнянська,
- Печерська,
- Рубанська,
- Савинецька,
- Тростянецька,
- Холодовська (Тульчинська),
- Шпиківська
- та місто Брацлав з передмістями Павликівка та Чернишівка.

## Розташування
Повіт на сході межував з Гайсинським повітом, на півдні з Ольгопільським і Ямпільським, на заході з Могилівським, на північному заході з Вінницьким повітами Подільської губернії і на північному сході з Липовецьким повітом Київської губернії. Займав площу 2787 верст² (близько 3 150 км²).

## Склад
Станом на 1886 рік налічував 146 сільських громад, 169 поселень у 12 волостях. Населення — 154 649 осіб (75352 чоловічої статі та 79297 — жіночої), 19 580 дворових господарства.
|                     | Площа, десятин | У тому числі орної, дес. |
| ------------------- | -------------- | ------------------------ |
| Сільських громад    | 139523         | 101565                   |
| Приватної власності | 86509          | 51961                    |
| Надільної власності | 10849          | 919                      |
| Казенної власності  | 1663           | 1294                     |
| Іншої власності     | 20390          | 10203                    |
| Загалом             | 258934         | 165942                   |

Згідно з переписом населення Російської імперії 1897 року в повіті проживало 241 868 чоловік. З них 82,63 % — українці, 11,64 % — євреї, 3,29 % — росіяни, 1,99% — поляки.
Населення повіту мешкало в 536 поселеннях і 7 містечках.
Розподіл за станами: шляхта — 1945 з них 943 чол. та 1002 жін., духовенства — 1769 (881 чол та 917 жін), міщан 29238 (14332 чол. та 14906 жін.), сільського населення — 121061 (60881 чол. 60180 жін.). Шлюбів в Брацлаві було 86, а в повіті 1882. Новонароджених — 345 (201 хлоп. та 144 дівч.), а в повіті 7996 (4185 хлоп. та 3811 дів.)
Церков та монастирів було 118. В повіті знаходилося 7 міст та 180 сіл.